# Arthur-Augustus Zimmerman
Pour les articles homonymes, voir Zimmerman.
Pour les articles ayant des titres homophones, voir Arthur Zimmermann, Zimmermann et Zimerman.

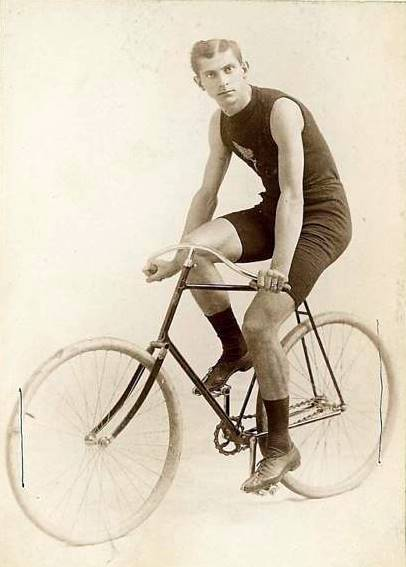
Zimmerman en 1895

Arthur-August Zimmerman  (né le 11 juin 1869 à Camden et décédé le 22 octobre 1936 à Atlanta) est un coureur cycliste américain, spécialiste de la piste. Il est le premier grand sprinteur de l'histoire du cyclisme. Il a remporté le premier championnat du monde de vitesse amateurs en 1893.
Il est intronisé au Temple de la renommée du cyclisme américain en 1989.

## Biographie
Le « Yankee volant » (Flying Yankee), comme il était surnommé durant sa carrière, remporte plus de 1 000 courses. Il bénéficie lors de ses courses, d'une accélération et d'une cadence de pédalage inégalée à l'époque. Il obtient à trois reprises de 1890 à 1892, les titres de Champion des États-Unis de vitesse amateurs. En 1893, il remporte le championnat du monde ICA de vitesse et le 10 kilomètres, chez les amateurs. Il remporte cette même année 101 des 110 courses qu'il dispute.
Il passe professionnel en 1894 et remporte un championnat de vitesse en France en juin. Lors de la compétition, il réalise son 100 mètres départ lancé en 5,40 secondes, soit une moyenne incroyable pour l'époque de 66,6 km/h. Lors des 200 derniers mètres de la finale, il réalise un temps de 12 secondes.

### Les débuts
Zimmerman, connu sous le nom de « Zimmy » ou « Zim », plutôt mince, très athlétique, mesurait 1,80 mètre. Il est né à Camden (New Jersey). Son père était un courtier en immobilier connu sous le pseudonyme de « T.A ». Il grandit à Freehold, où il  excelle en compétition avec l'école militaire, lors des épreuves de saut en hauteur, de saut en longueur et du triple saut.
Il commence la compétition de cyclisme à 17 ans sur un grand-bi, un vélo traditionnel. Le vélo était composé d'une roue de 55 pouces, sur laquelle il était assis et d'une petite roue à l'arrière. Il l'abandonne par la suite pour un vélo Star, qui possède une roue plus grande à l'arrière et qui est propulsé par des pédales de haut en bas. Grâce à quelques améliorations réalisées par le fabricant, Arthur Zimmerman réussit à améliorer la capacité d'accélération du vélo. Il remporte rapidement son premier succès lors d'une compétition organisée par la League of American Bicyclists, une organisation américaine qui essaye de promouvoir le cyclisme. Ce jour-là, il dispute une course de 0,5 mile, soit environ 804 mètres. Il boucle les 440 derniers yards (soit environ 402 mètres) en 29,5 secondes, établissant ainsi un nouveau record du monde.
Sa rapidité et sa vitesse de pédalage lui valurent le surnom du Jersey Skeeter. Sur un vélo pesant 12 kg, avec des pneus tendres de 38 mm, sans courroies et sur une roue dentée de 17 x 7, il réalisa les 200 derniers mètres d'une course à Paris en 12 secondes. Le mathématicien du cyclisme, Dave Lefèvre, calculera plus tard que pour réaliser ce temps de 12 secondes, Zimmerman avait pédalé entre 170 et 185 tours par minute. Le journaliste du cyclisme, Pierre Chany penchera plutôt quant à lui vers 160 tours par minute.
L'historien Peter Nye écrit :
"Il était réputé pour gagner 47 courses en une semaine, ce qui incluait les courses allant de 1/4 de mile à 25 miles. Il termina plusieurs saisons avec plus de 100 victoires."
Zimmerman explique au Newark Evening News en 1912 à quoi ressemblait la vie pour un coureur amateur entre les années 1887 et 1893 :
"La course à cette époque s'étendait sur une grande partie du pays. Pratiquement tous les États et les Comtés organisaient des courses cyclistes conçues comme une attraction. [Nous] roulions principalement sur des pistes en terre – sur des pistes de trot – et nous suivions un circuit régulier, allant d'une ville à l'autre en courant pratiquement tous les jours. Il arrivait souvent que des coureurs, après avoir passé plusieurs heures dans un train, étaient obligés de se rendre immédiatement sur la piste où ils devaient se mettre en selle, sans aucun échauffement, et faire la course. C'est ce qui se passait, jour après jour."

### Le championnat du monde
Le cyclisme sur piste était devenu un sport très répandu et très apprécié à la fin du XIXe siècle, mais il ne possédait pas son propre championnat du monde. Les championnats organisés par la National Cyclists' Union (NCU) (l'ancêtre du British Cycling) étaient les plus prestigieux à l'époque et étaient considérés comme les Championnats du monde officieux de la discipline. La NCU qui donnait une définition particulièrement stricte d'un coureur amateur propose :
- la création d'une Association internationale de cyclisme, ouverte aux organisations nationales ayant une vision de l'amateurisme semblable à la sienne
- l'organisation des championnats du monde.

Finalement en 1892, la première organisation mondiale de cyclisme nommée International Cycling Association est créée.
Ces deux propositions ont une incidence directe sur la carrière de Zimmerman. Les premiers championnats du monde sont attribués aux États-Unis qui les organisent à Chicago, afin de profiter de la venue de l'Exposition universelle. Zimmerman domine ces premiers championnats du monde en remportant deux des trois épreuves, même s'il bénéficie de l'absence des meilleurs coureurs européens pour qui le voyage est impossible.
Les lauréats reçoivent une médaille d'or et tous les participants une médaille d'argent. Le tableau suivant montre ce qui se serait passé si on avait distribué des médailles d'or, d'argent et de bronze d'après les compétitions actuelles.
| Compétition | Or                                   | Argent                        | Bronze                        |
| ----------- | ------------------------------------ | ----------------------------- | ----------------------------- |
| Vitesse     | Arthur-Augustus Zimmerman États-Unis | John Johnson États-Unis       | John-Patrick Bliss États-Unis |
| Demi-fond   | Laurens Meintjes Afrique du Sud      | Charles Albrecht Allemagne    | Emil Ulbricht États-Unis      |
| 10 km       | Arthur-Augustus Zimmerman États-Unis | John-Patrick Bliss États-Unis | John Johnson États-Unis       |

### La question de l'amateurisme
Grâce à ses très nombreuses victoires et bien qu’amateur, il gagne fort bien sa vie. Ainsi en 1892 en une seule course, le Springfield College Diamond Jubilee, Zimmerman remporte deux chevaux, un harnais et d'autres objets, pour une valeur totale de 1000 $ soit plus de deux fois le salaire annuel moyen d’un américain. Le New York Times liste ses gains pour l'année et dresse la liste suivante : 29 vélos, plusieurs chevaux et des calèches, une demi-douzaine de pianos, une maison, des terres, du mobilier et « suffisamment de pièces d'argenterie, de médailles et de bijoux pour ouvrir une bijouterie ». En 1893, il remporte 15 bicyclettes, 15 bagues, 15 diamants, 14 médailles, deux tasses, sept paires de boutons de manchette, huit montres, une parcelle de terrain, six horloges, quatre épingles foulard, neuf pièces d'argenterie, deux de bronze, deux wagons et un piano. Selon Pierre Chany, il aurait même gagné des cercueils.
Il devient l'un des premiers coureurs à tirer profit de sa gloire. Il prête son nom à des chaussures (Zimmy shoes), à des cale-pieds (Zimmy toe-clips) et à des vêtements (Zimmy clothes).
En 1892, il débarque à Londres en Grande-Bretagne pour une tournée qui sera un triomphe et qui fera beaucoup pour sa réputation future. Face aux meilleurs coureurs britanniques, il remporte coup sur coup les championnats du mile, du 5 miles, du 25 miles et du 50 miles. Invaincu en Grande-Bretagne, il poursuit sa tournée en Allemagne où il aurait été battu lors d'un meeting à Berlin, chose qui durant quelques années lui arriva de plus en plus rarement. Durant l’année, il remporte 75 épreuves sur une centaine dont il prit le départ.  Il est accueilli en héros à son retour aux États-Unis, mais il semble ne pas avoir respecté les principes de l'amateurisme définit par la NCU.
Lors d'une nouvelle tournée en Angleterre en 1893, Zimmerman court avec deux vélos de la marque Raleigh. Cette dernière ne se prive pas de diffuser des publicités montrant le champion utilisant ses bicyclettes. La fédération anglaise considère que Zimmerman est d'une manière ou d'une autre rétribué par Raleigh et qu'il doit désormais courir avec les professionnels. 
La NCU le bannit de la Grande-Bretagne. Mais la faiblesse de l'ICA apparut au grand jour, lorsque la League of American Wheelmen et les associations des autres pays n'ont pas respecté cette décision : il n'y avait rien dans les règles qui obligeaient les autres membres à reconnaître les décisions des autres. Zimmerman dispute alors des courses en Irlande et en France à la place. En 1893, il remporte deux titres (vitesse et 10 kilomètres) lors des premiers championnats du monde de cyclisme à Chicago. Il réussit le fabuleux exploit de s'imposer dans 101 des 110 épreuves qu'il dispute cette année-là. 
L'année suivante, il passe professionnel.

### Carrière professionnelle

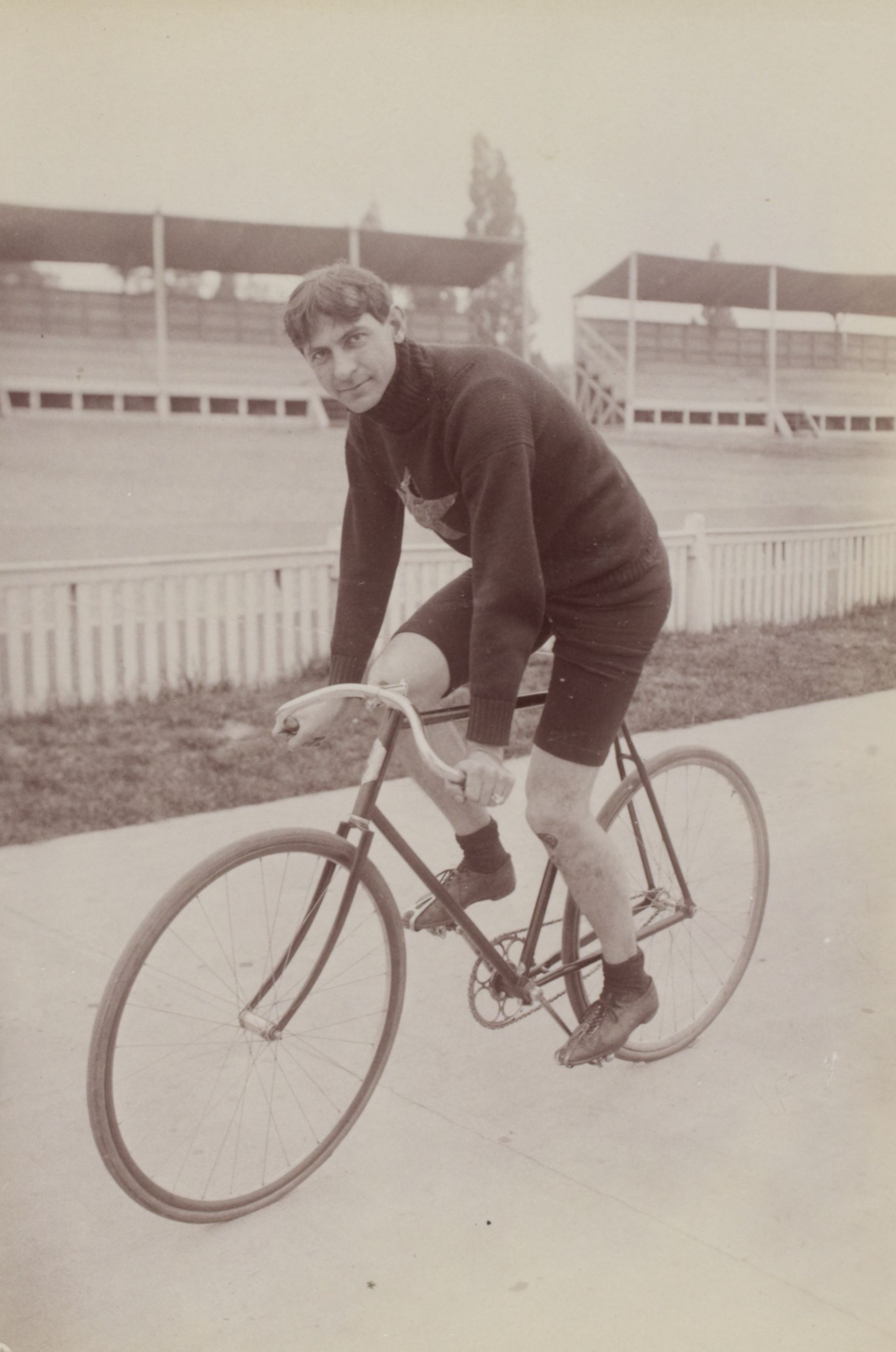
Zimmerman en 1902.

À cette époque, en dehors des coureurs de six jours, on ne dénombre aucun professionnel aux États-Unis. Il n'y a d'ailleurs toujours pas de championnat du monde professionnel. La position des États-Unis change quand un fabricant de produits de sport, également passionné de baseball, Albert Spalding, engage Walter Sanger et deux autres coureurs pour qu'ils roulent sur des vélos Spalding et portent les maillots de la même marque.
Zimmerman saisit sa chance et il négocie avec Rodolphe Darzens, écrivain, journaliste sportif et agent de théâtre à Paris, pour courir lors de vingt-cinq réunions, la plupart dans la capitale. Il demande à être payé en or et il renégocie son contrat avec Raleigh. Son arrivée dans la capitale française est précédée par une couverture médiatique très importante. Pourtant le jour de son arrivée, sa venue cause une profonde déception aux journalistes présents. Un journaliste écrit :
« Pour dire la vérité, notre américain dans ses habits de ville, ne donne pas l'impression d'être le surhomme que nous nous attendions. Il est grand (1 mètre 80), pas très élégant avec son petit chapeau, flegmatique et nonchalant, ne semblant jamais faire un pas plus rapide que l'autre. Est-ce vraiment cela le champion, l'athlète qui bat tout le monde ? Je peux vous dire qu'en ce qui me concerne, mes illusions ont disparu du moment où je l'ai vu. ». Un rapport britannique confirme en ajoutant qu'« il avait l'air de mourir d'ennui ».
Les premières impressions ont été vite dissipées. Le premier match de Zimmerman se déroule lors de la réunion qui précède l'arrivée de Bordeaux-Paris sur la piste du vélodrome Buffalo. Lors de la course, le Bordeaux-Paris, il affronte Vogt un Écossais (connu pour sa vitesse sur 400 mètres) André, le favori du public et Hermet, un ancien champion français (connu également sous le pseudonyme de Dervil). Zimmerman remporte tellement facilement la première manche que pour la seconde manche, les officiels lui demandent de n'accélérer qu'une fois que retentira la cloche du dernier tour. L'écrivain Owen Mulholland écrit :
« La cloche sonna, annonçant le dernier tour, et Zimmerman apparemment se montra heureux de suivre en dernière position et sembla décidé à y rester. C'est alors que dans le dernier virage, il sortit de la position de derrière comme une fusée, il passa les trois autres à un rythme stupéfiant qui ne leur donna aucune chance de revenir sur lui, et il remporta l'épreuve avec plus de 20 mètres d'avance sur le deuxième. ».
Sa renommée internationale l'amène à parcourir le monde. Dans le Victoria, en Australie, la femme du gouverneur l'invite à réaliser une démonstration de vélo dans la salle de bal du palais de l'État. À Sydney, il attire une foule de 27 000 personnes. À Adélaïde, il est accueilli par des milliers de spectateurs et il est célébré avec du champagne par le maire.
Mais la fin de sa carrière se rapproche. Zimmerman n'est plus le même au retour de son excursion en Australie. Peter Nye écrit :
« La tournée de Zimmerman avait eu des points forts, mais la tension constante et la fatigue du voyage avait eu des mauvaises répercussions sur lui. Il a rapidement suivi cette tournée par un retour en Europe, où il ne s'est pas montré à la hauteur de sa réputation. C'était la neuvième saison de Zimmerman et il semblait épuisé. ».
En 1896, Zimmerman revient sans grand succès en Europe, mais son charisme est tel que, même sans être aussi performant qu'avant, il est invité à revenir en France jusqu'en 1904.

### Retraite et décès

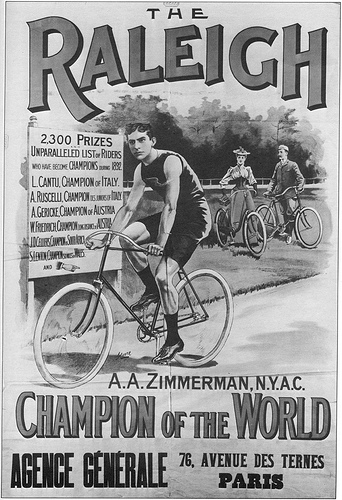
Affiche vendue pour 800 dollars, proclamant le titre de champion du monde de Zimmerman en 1893.

Zimmerman cesse de courir en 1905 et se retire à Point Pleasant, dans le New Jersey sur la côte Est près d'Asbury Park. Il tient un hôtel et il reçoit régulièrement les visites d'anciens collègues, comme Alfred Goullet. Durant cette période, Zimmerman reçoit encore des invitations pour des courses, mais il les refuse toutes, signalant qu'à 48 ans il avait des rhumatismes.
Il meurt d'une crise cardiaque à Atlanta en Géorgie, le 22 octobre 1936 à l'âge de 67 ans. En 2003, une affiche blanche et noire proclamant son titre de champion du monde de 1893, est vendue pour 800 dollars.

## Palmarès
- 1890
  -  Champion des États-Unis de vitesse amateurs

- 1891
  -  Champion des États-Unis de vitesse amateurs

- 1892
  -  Champion des États-Unis de vitesse amateurs
  -  Champion de Grande-Bretagne du mile
  -  Champion de Grande-Bretagne des 5 miles
  -  Champion de Grande-Bretagne des 50 miles

- 1893
  -  Champion du monde de vitesse amateurs
  -  Champion du monde des 10 km amateurs

- 1894
  -  Champion des États-Unis du ½ mile
  - Grand Prix de l'UVF

## Distinction
En 2002, Arthur-Augustus Zimmerman fait partie des coureurs retenus dans le Hall of Fame de l'Union cycliste internationale.

## Sources
- Encyclopédie Mondiale du cyclisme - Editions Eekloonaar